# Вельке Држковце
Вельке́ Држковце (словац. Veľké Držkovce, угор. Nagydraskóc) — село, громада в окрузі Бановці-над-Бебравою, Тренчинський край, Словаччина. Кадастрова площа громади — 12,52 км². Населення — 658 осіб (за оцінкою на 31 грудня 2017 р.).

## Населення
| Рік:            | 1994. | 2004.    | 2014.   | 2024.   |
| --------------- | ----- | -------- | ------- | ------- |
| Кількість осіб: | 586   | 670      | 653     | 637     |
| Різниця:        |       | +14,33 % | -2,53 % | -2,45 % |

| Рік:            | 2023. | 2024.   |
| --------------- | ----- | ------- |
| Кількість осіб: | 654   | 637     |
| Різниця:        |       | -2,59 % |